# Cratère Dolomieu
Pour les articles homonymes, voir Dolomieu.
Le cratère Dolomieu est un des deux cratères volcaniques situé au sommet du piton de la Fournaise avec le cratère Bory. Formé en 1791, il s'est brutalement effondré au cours de l'éruption d'avril 2007 alors qu'il était entièrement rempli de coulées de lave.

## Caractéristiques
Depuis l'éruption d'avril 2007 qui a vu son effondrement, le cratère Dolomieu mesure un kilomètre de longueur pour 750 mètres de largeur et environ 350 mètres de profondeur. Avant cette éruption, le cratère avait sensiblement les mêmes dimensions mais il était entièrement rempli par des coulées de lave depuis l'éruption du 30 août 2006 au 1er janvier 2007. Son plancher pseudo-horizontal était parsemé de coulées de lave, de cônes de scories et de tunnels de lave. L'affaissement du fond du cratère s'est accompagné de l'effondrement de sa face nord qui a reculé d'environ dix mètres jusqu'au gouffre de la Soufrière qui se retrouve depuis sur son rebord.
Le rebord s'incline d'ouest en est depuis une altitude maximale d'environ 2 620 m à la jonction nord avec le cratère Bory jusqu'à un minimum d'environ 2 480 m au niveau du belvédère d'observation. Trois points cotés figurent au bord du cratère sur la carte topographique de l'IGN au 1/25.000e : 2 521 m au nord, 2 512 m au nord-est et 2 522 m au sud.

## Histoire
Le cratère Dolomieu s'est vraisemblablement formé en 1791 par l'effondrement du Mamelon central lors d'une éruption à tendance explosive, ce qui est récent dans l'histoire éruptive du massif du Piton de la Fournaise.
Alexis Bert (1764-1823), un officier d'artillerie et minéralogiste, observe l'éruption en juin-juillet depuis le Grand Brûlé puis mène une mission de reconnaissance fin octobre en compagnie du naturaliste Joseph Hubert et du peintre J. J. Patu de Rosemont. C'est lui qui seul, monte au sommet à la fin du mois d'octobre et fait la première description du nouveau cratère qui s'est formé en juillet et qui sera baptisé Dolomieu en 1801 par Jean-Baptiste Bory de Saint-Vincent après qu'il a appris la mort de celui qui fut son professeur à l'école des mines de Paris, Déodat Gratet de Dolomieu, un géologue et minéralogiste français spécialiste du basalte.

## Galerie

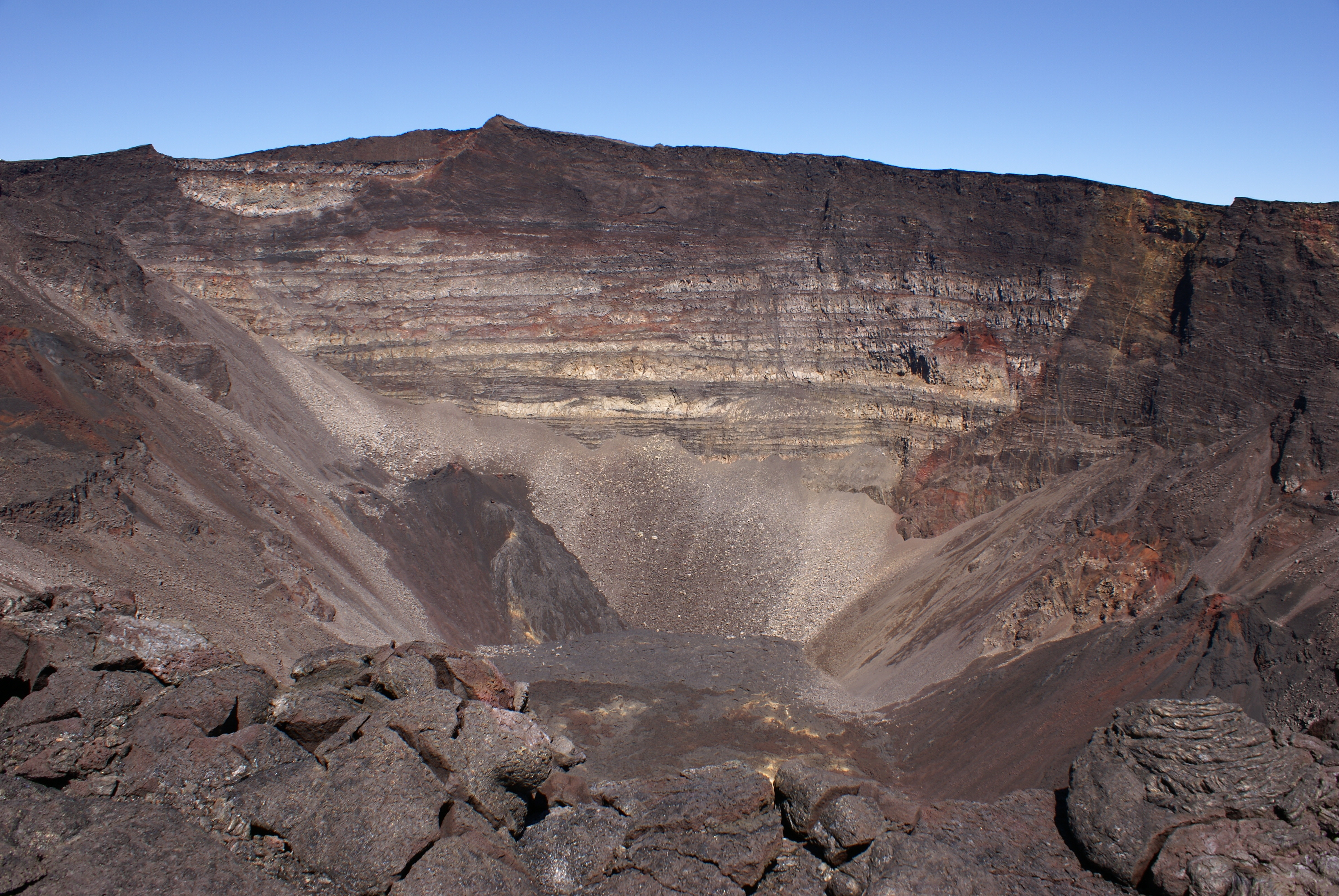
Vue du cratère Dolomieu en décembre 2009 avec le cratère Bory sur le rebord gauche.
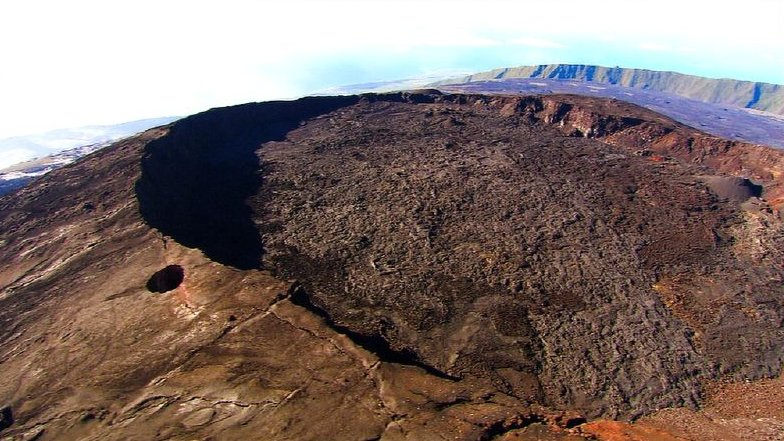
Le cratère Dolomieu avant la fin de l'année 2006.
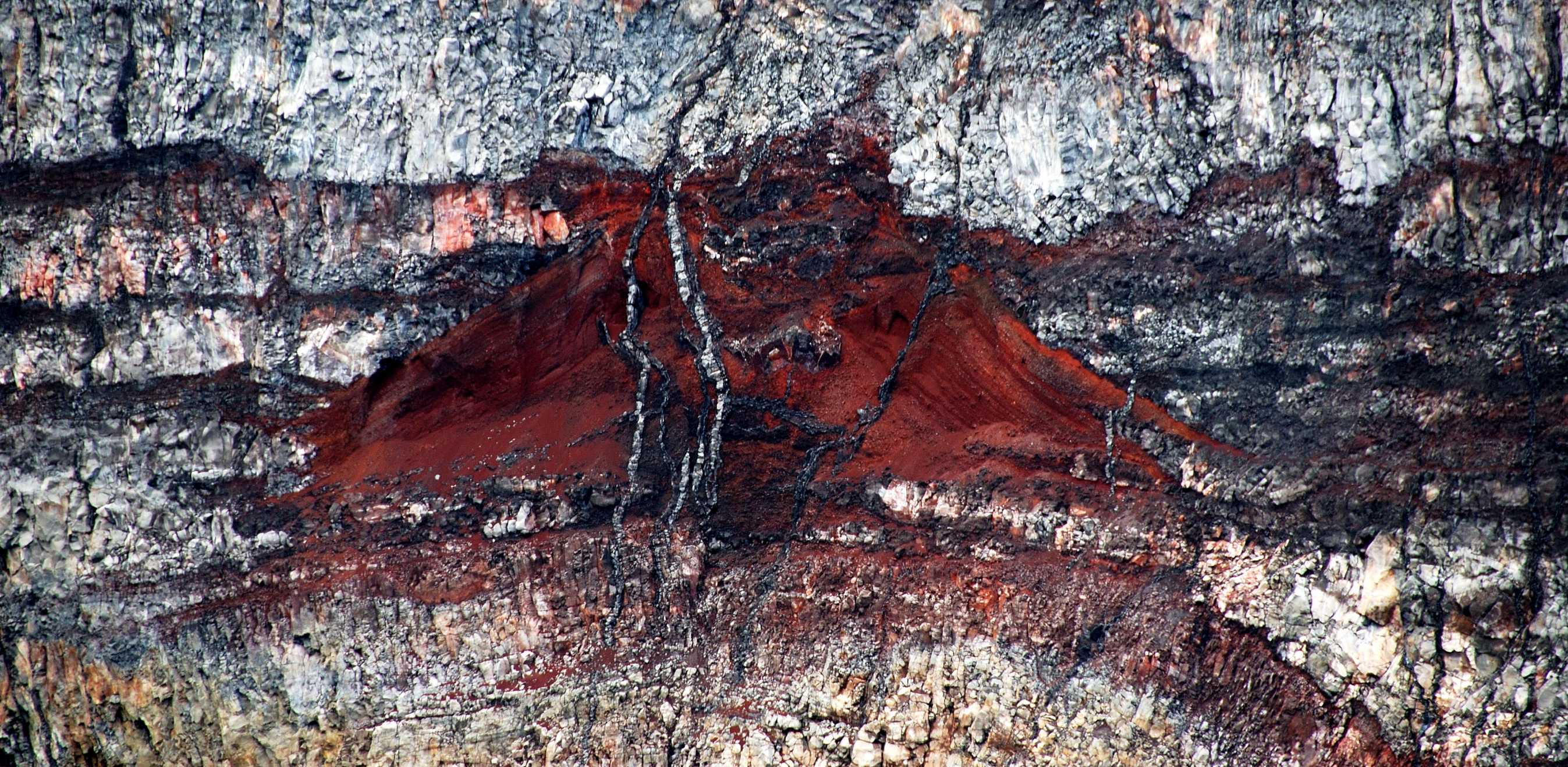
Ancien cône de scories enfoui sous des coulées de lave et parcouru par des dykes mis au jour dans la falaise du cratère Dolomieu après son effondrement en avril 2007.
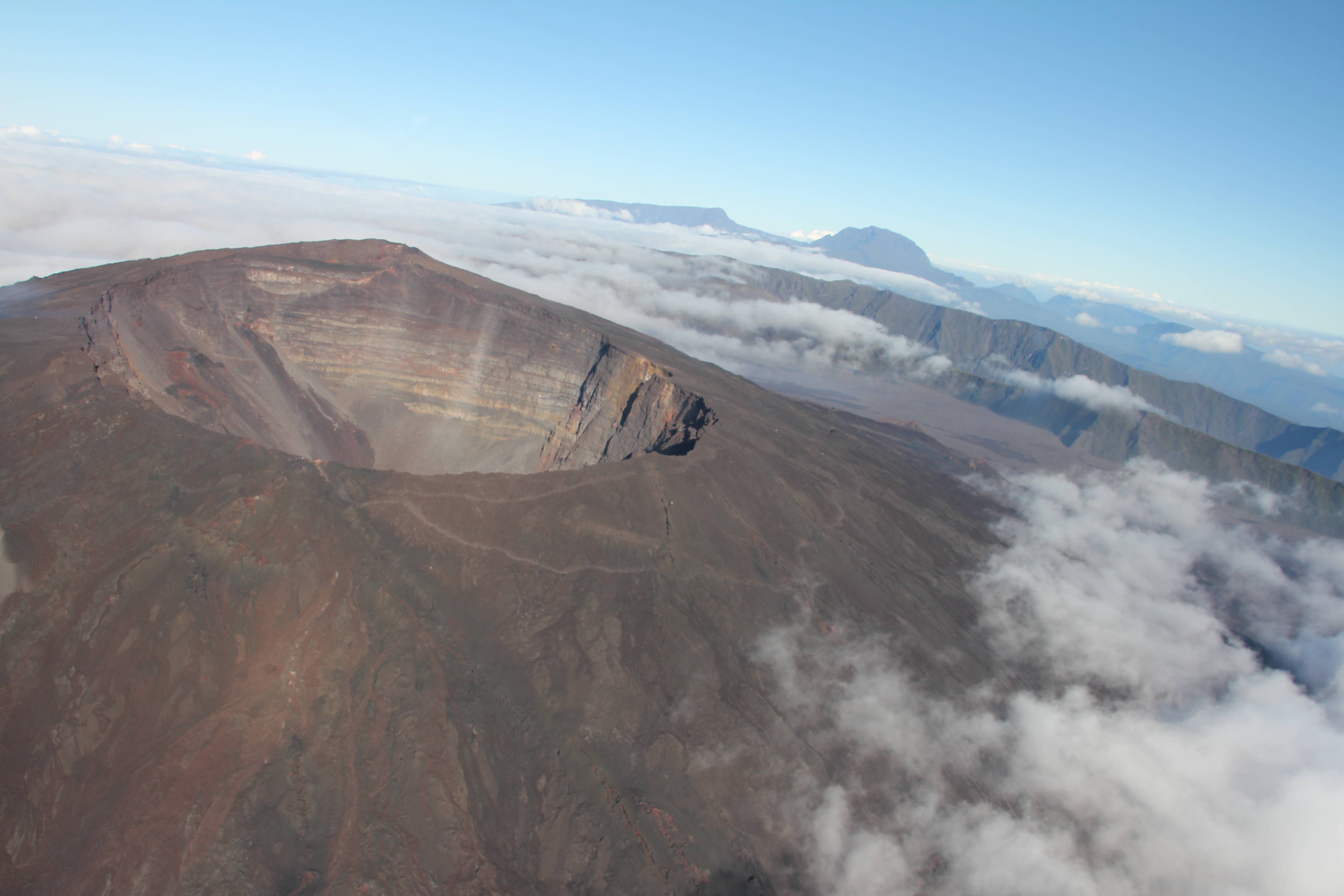
Cratère Dolomieu vu d'hélicoptère.